# Humbert Clérissac
Humbert Clérissac OP (* 15. Oktober 1864 in Roquemaure (Gard) als Baptiste Placide Léopold Clérissac; † 16. November 1914) war ein französischer römisch-katholischer Priester und Theologe, der der Action française nahe stand. Unter seinem Einfluss trat Jacques Maritain an diese Gruppe heran, und Clérissac wurde ab 1908 der spirituelle Leiter Maritains. Ab 1913 kam Maritain mit Clérissac in engen Kontakt mit dem Offizier und Schriftsteller Ernest Psichari, der sich schließlich dem dominikanischen Dritten Orden anschloss.

## Leben
Er studierte am Jesuitenkolleg in Avignon und trat dann in das Noviziat Siders in der Schweiz ein, bevor er sein Studium in Rijckholt abschloss. Nach der Zerstreuung des Dominikanerordens im Jahr 1903 reiste er nach London, wo er hoffte, eine neue dominikanische Niederlassung zu gründen, die scheiterte. Er predigte oft in Exerzitien, besonders in der Abtei Saint-Pierre de Solesmes.
Er ist in seiner Heimatstadt begraben.

## Schriften (Auswahl)
- De saint Paul à Jésus Christ. Paris 1899, OCLC 457799647.
- Le mystère de l’Eglise. Paris 1918, OCLC 1022919066.
  - englische Übersetzung
- La Mission de sainte Jeanne. Lyon 1941, OCLC 491842876.
- La Lumière de l’agneau. Lyon 1943, OCLC 44156744.

| Personendaten    | Personendaten                               |
| ---------------- | ------------------------------------------- |
| NAME             | Clérissac, Humbert                          |
| KURZBESCHREIBUNG | französischer römisch-katholischer Theologe |
| GEBURTSDATUM     | 15. Oktober 1864                            |
| GEBURTSORT       | Roquemaure (Gard)                           |
| STERBEDATUM      | 16. November 1914                           |